# Квалификације за Свјетско првенство у фудбалу 2022 — ОФК
Квалификације за Свјетско првенство у фудбалу 2022 — ОФК, биле су квалификације за Свјетско првенство 2022. у конфедерацији ОФК. Требало је да учествује 11 држава, али су четири одустале прије почетка квалификација, док је једна одустала након што је одиграла једну утакмицу у групној фази. Само се побједник пласирао у Међуконтинентални бараж, гдје је играо против репрезентације из друге конфедерације за пласман на Свјетско првенство.
Квалификације су требале да почну у септембру 2020. али су због пандемије ковида 19 одлагане неколико пута, а игране су у Катару као турнир, од 17. до 30. марта 2022. године. У првом кругу су играле међусобно двије најслабије рангиране репрезентације на ФИФА ранг листи, након чега су формиране двије групе.

## Формат
Након што је почетак одложен због корона вируса, ОФК је у новембру 2021. објавио формат по којем ће се играти. У првом кругу требало је да играју двије најслабије рангиране репрезентације на ФИФА ранг листи, гдје би се побједник пласирао у групну фазу, али је Тонга одустала од такмичења и Кукова Острва су прошла даље. У другом кругу, у Катару су се играле двије групе са по четири репрезентације, које су међусобно играле само по једну утакмицу, а из обје групе су по двије првопласиране екипе прошле даље. У трећем кругу, репрезентације које су прошле групну фазу играле су у полуфиналу и финалу, а побједник се пласирао у Међуконтинентални бараж.

## Учесници
На дан 28. јула 2020. ОФК је објавио да ће у квалификацијама учествовати свих 11 репрезентација из конфедерације. На дан 29. новембра 2021. године, на дан жријеба групне фазе, ФИФА је објавила да су Америчка Самоа и Самоа одустале од учешћа. На дан 29. јануара 2022. два мјесеца након жријеба групне фазе, Тонга, која је у марту требала да игра у првом кругу против Кукових Острва, за пласман у групну фазу, одустала је од такмичења због ерупције вулкана и цунамија. На дан 19. марта 2022. Вануату је одустао од такмичења након што је велики број играча био позитиван на корона вирус. На дан 23. марта 2022. године, након што су одиграли једну утакмицу, Кукова Острва су одустала од такмичења због позитивних случајева на корона вирус у тиму.
| Учествовали у квалификацијама | Одустали прије почетка                                             |
| --- | ------------------------------------------------------------------ |
| 1. Нови Зеланд (110) 2. Соломонова Острва (141) 3. Нова Каледонија (153) 4. Тахити (159) 5. Фиџи (161) 6. Папуа Нова Гвинеја (164) 7. Кукова Острва (НР)О | - Вануату (163) - Америчка Самоа (190) - Самоа (193) - Тонга (199) |

О Одустао након једне утакмице.

## Распоред
Првобитно је планирано да квалификације почну у септембру 2020. године, али је велики број утакмица који је био заказан у том термину у оквиру ФИФА прозора, одложен у јуну 2020. због пандемије ковида 19, док је такође Међуконтинентални бараж помјерен са марта на јун 2022.
У новембру 2020. године, ОФК је објавио да ће квалификацији поново бити одложене, до јуна 2021.
У марту 2021. године, објављено је да неће моћи да се игра ни у јуну, наводећи потенцијалну опцију организовања турнира у јануару 2022. године, остављајући датуме ФИФА међународног календара утакмица у марту доступним за припремне утакмице уочи Међуконтиненталног баража у јуну. Фиџи и Нова Каледонија су предложили да буду домаћини турнира.
У септембру 2021. због константног одлагања, наведено је да квалификације није могуће одржати на подручју Океаније и поднијели су захтјев ФИФА да одрже турнир у Катару у марту 2022. На дан 29. новембра 2021. ФИФА је потврдила да ће квалификације бити игране у Катару.
| Фаза       | Утакмице                | Датуми            |
| ---------- | ----------------------- | ----------------- |
| Први круг  | Квалификациона утакмица | Није играно       |
| Други круг | 1. коло                 | 17—18. март 2022. |
| Други круг | 2. коло                 | 21. март 2022.    |
| Други круг | 3. коло                 | 24. март 2022.    |
| Трећи круг | полуфинале              | 27. март 2022.    |
| Трећи круг | финале                  | 30. март 2022.    |

## Стадиони
Утакмице су игране на два стадиона у Дохи.
| Доха | Доха              | Доха                     |
| ---- | ----------------- | ------------------------ |
| Доха | Стадион Ел Араби  | Стадион Сихеин бин Хамад |
| Доха | Капацитет: 13.000 | Капацитет: 15.000        |
| Доха |                   |                          |

## Квалификациона утакмица
Квалификациона утакмица је требало да буде одиграна између Тонге и Кукових Острва, двије најслабије рангиране репрезентације, како би се одредило ко ће бити осми учесник групне фазе. Тонга је одустала од играња због ерупције вулкана и цунамија, због чега су се Кукова Острва пласирала у групну фазу.
| Тим #1 | Резултат    | Тим #2        |
| ------ | ----------- | ------------- |
| Тонга  | није играно | Кукова Острва |

## Први круг
У првом кругу квалификација играна је групна фаза, у којој је учествовало осам репрезентација.  Седам најбоље рангираних се пласирали директно у групну фазу, гдје им се придружио побједник квалификационе утакмице. Репрезентације су биле подијељене у двије групе са по четири тима. Свако је играо са сваким по једном, по систему разигравања, а двије првопласиране екипе прошле су у полуфинале.

### Група А
Кукова Острва су одустала од такмичења након једне утакмице, која је касније поништена.
| Мјесто | Екипа             | Играно | Побједа | Неријешено | Пораза | Дао гол. | При. гол. | Гол-разлика | Бодови |
| ------ | ----------------- | ------ | ------- | ---------- | ------ | -------- | --------- | ----------- | ------ |
| 1.     | Соломонова Острва | 1      | 1       | 0          | 0      | 3        | 1         | +2          | 3      |
| 2.     | Тахити            | 1      | 0       | 0          | 1      | 1        | 3         | -2          | 0      |
| 3.     | Кукова Острва     | 0      | 0       | 0          | 0      | 0        | 0         | 0           | 0      |
| 4.     | Вануату           | 0      | 0       | 0          | 0      | 0        | 0         | 0           | 0      |

### Група Б
| Мјесто | Екипа              | Играно | Побједа | Неријешено | Пораза | Дао гол. | При. гол. | Гол-разлика | Бодови |
| ------ | ------------------ | ------ | ------- | ---------- | ------ | -------- | --------- | ----------- | ------ |
| 1.     | Нови Зеланд        | 3      | 3       | 0          | 0      | 12       | 1         | +11         | 9      |
| 2.     | Папуа Нова Гвинеја | 3      | 2       | 0          | 1      | 3        | 2         | +1          | 6      |
| 3.     | Фиџи               | 3      | 1       | 0          | 2      | 3        | 7         | -4          | 3      |
| 4.     | Нова Каледонија    | 3      | 0       | 0          | 3      | 2        | 10        | -8          | 0      |

## Други круг
По двије првопласиране екипе из обје групе пласирале су се у други круг, гдје су играли по једну утакмицу у полуфиналу и финалу. Побједник се пласирао у Међуконтинентални бараж.
|  | Полуфинале                       | Полуфинале  |                                 |   | Финале | Финале |
|  |                                  |             |                                 |   |        |        |
|  | 27. март 2022. – Доха (Ел Араби) |             |                                 |   |        |        |
|  |                                  |             |                                 |   |        |        |
|  | Соломонова Острва                | 3           |                                 |   |        |        |
|  | Соломонова Острва                | 3           | 30. март 2022 – Доха (Ел Араби) |   |        |        |
|  | Папуа Нова Гвинеја               | 2           |                                 |   |        |        |
|  | Папуа Нова Гвинеја               | 2           | Соломонова Острва               | 0 |        |        |
|  | 27. март 2022. – Доха (Ел Араби) |             | Соломонова Острва               | 0 |        |        |
|  |                                  | Нови Зеланд | 5                               |   |        |        |
|  | Нови Зеланд                      | Нови Зеланд | 5                               | 1 |        |        |
|  | Нови Зеланд                      |             |                                 | 1 |        |        |
|  | Тахити                           | 0           |                                 |   |        |        |
|  | Тахити                           | 0           |                                 |   |        |        |

## Међуконтинентални бараж
Жријеб за Међуконтинентални бараж одржан је 26. новембра 2021. године. Побједник ОФК квалификација извучен је да игра против четвртопласираног тима из трећег круга Конкакаф квалификација. Играна је једна утакмица, 14. јуна 2022. године, у Катару.
| Тим #1    | Резултат | Тим #2      |
| --------- | -------- | ----------- |
| Костарика | 1:0      | Нови Зеланд |

## Најбољи стреијлци
5 голова
- Крис Вуд

4 гола
- Рафаел Леаи

3 гола
| - Бил Туилома | - Алвин Хоу |

2 гола
| - Сајрису Налаубу - Алекс Грејв | - Ати Кепо - Томи Семи |

1 гол
| - Тевита Варанаивалу - Жан Филип Сејко - Џордан Ветрија - Џои Бел - Либерато Какасе - Андре де Јонг - Метју Гарбет | - Елија Џаст - Клејтон Луис - Логан Роџерсон - Бен Вејн - Алвин Комолонг - Аткин Кауа - Алвин Теу |